# Trdat (architekt)
Trdat, orm. Տրդատ թե Արչիտեցտ, łac. Tiridates (ur. ok. 940, zm. ok. 1020) – ormiański architekt i rzeźbiarz, nadworny architekt dynastii Bagratydów.
Pracował głównie w Sziraku. Jest twórcą kościoła św. Nshana w kompleksie klasztornym Hachpat, kościoła Odkupiciela (Amenapyrkicz) w kompleksie klasztornym Sanahin, kościoła w klasztorze Marmashen, oraz kościoła Amenaprkich (973–977), kościoła Grzegorza Oświeciciela (1001–1010), pałacu katolikosa i katedry (989–1001) w Ani, przed którą umieścił własną rzeźbę króla Gagika I trzymającego model katedry. W Konstantynopolu Trdat przebudował katedrę Hagia Sophia (982–992), która uległa zniszczeniom w czasie trzęsienia ziemi. Trdat miał duży wpływ na rozwój ormiańskiej architektury, tworząc nowy kierunek stylistyczny.

## Polecana literatura
- Maranci, Christina: „The Architect Trdat: Building Practices and Cross-Cultural Exchange in Byzantium and Armenia”, The Journal of the Society of Architectural Historians 62/3 (wrzesień 2003), str. 294–305.